# Ferocactus herrerae
Ferocactus herrerae – gatunek ferokaktusa pochodzący z Meksyku. 

## Morfologia i biologia

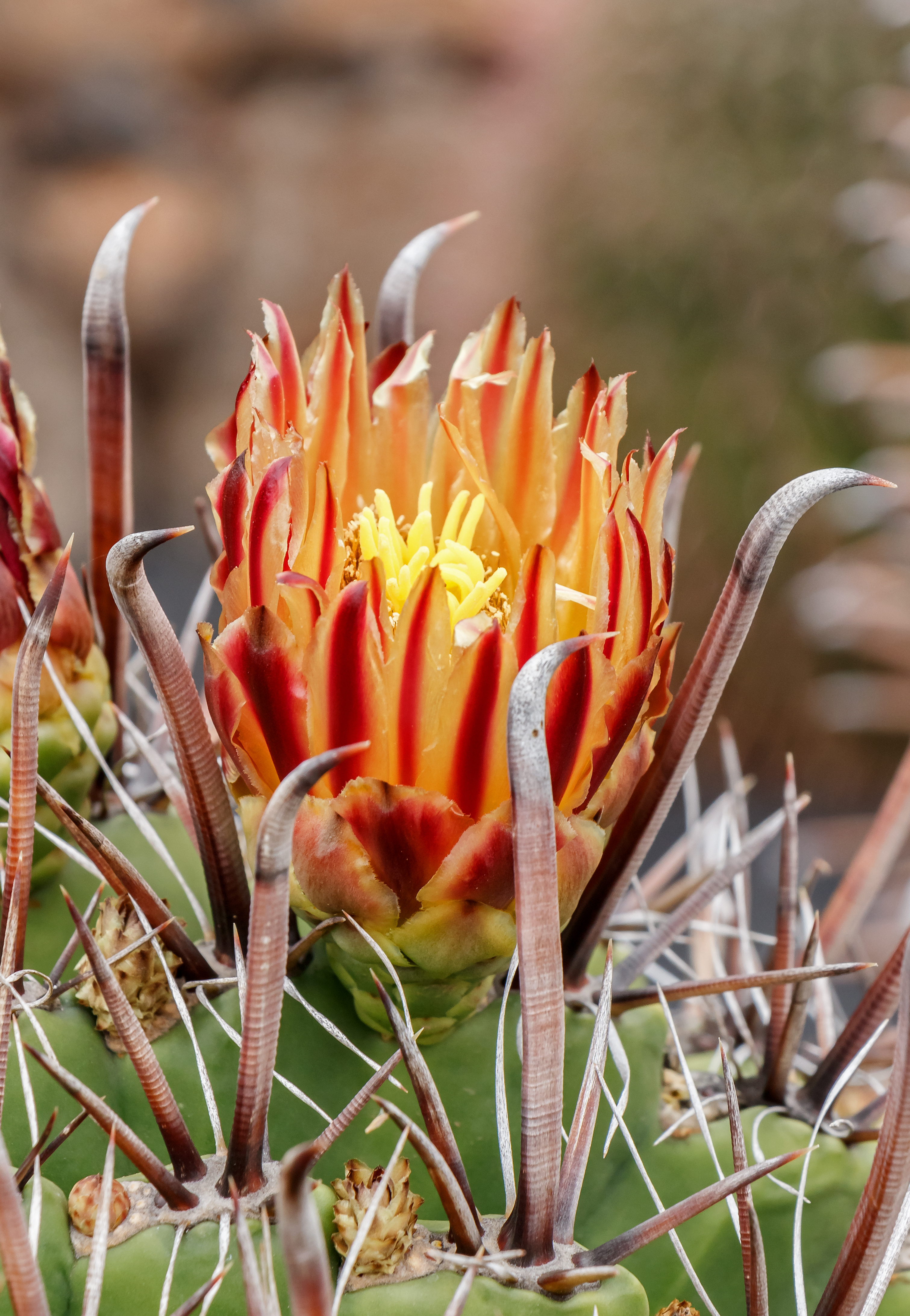

Jest szarawozielony o kulistym pokroju. Osiąga do 2 m wysokości. Ma 13-14 lekko falistych żeber z białymi areolami, z których wyrasta po 8-10 cierni bocznych i jeden haczykowaty cierń środkowy. Mają one do 3 cm długości. Kaktus kwitnie latem, jego kwiaty są dzienne, lejkowate, mają około 7 cm długości. Są koloru czerwonawego, z żółtymi brzegami. Roślina wymaga pełnego nasłonecznienia i temperatury minimalnej 10 °C.